# Williams Bay
Williams Bay ist eine Stadt (mit dem Status „City“) im Walworth County im US-amerikanischen Bundesstaat Wisconsin. Im Jahr 2010 hatte Williams Bay 2564 Einwohner.
Williams Bay ist vor allem durch das Yerkes-Observatorium bekannt.

## Geografie
Williams Bay liegt im Südosten Wisconsins an der Nordküste des Geneva Lake. Die geografischen Koordinaten von Williams Bay sind 42°34′41″ nördlicher Breite und 88°32′27″ westlicher Länge. Das Gemeindegebiet erstreckt sich über eine Fläche von 7,25 km².
Nachbarorte von Williams Bay sind Elkhorn (10,9 km nördlich), Como (10,2 km nordöstlich), Lake Geneva (9,4 km östlich), Fontana (5,2 km südwestlich), Delavan Lake (9 km westlich) und Delavan (12,5 km nordwestlich).
Die nächstgelegenen größeren Städte sind Wisconsins größte Stadt Milwaukee (84,8 km nordöstlich), Chicago in Illinois (131 km südsüdöstlich), Rockford in Illinois (75,1 km südwestlich) und Wisconsins Hauptstadt Madison (111 km nordwestlich).

## Verkehr
Der Wisconsin State Highway 67 verläuft in West-Ost-Richtung als Hauptstraße durch Williams Bay. Die nordöstliche Gemeindegrenze wird vom an der Gemeinde vorbeiführenden Wisconsin State Highway 50 gebildet. Alle weiteren Straßen sind untergeordnete Landstraßen, teils unbefestigte Fahrwege sowie innerörtliche Verbindungsstraßen.
Die nächsten Flughäfen sind der Dane County Regional Airport in Madison (114 km nordwestlich), der Milwaukee Mitchell International Airport in Milwaukee (78,9 km nordöstlich), der Chicago O’Hare International Airport (105 km südöstlich) und der Chicago Rockford International Airport (78,1 km südwestlich).

## Bevölkerung
Nach der Volkszählung im Jahr 2010 lebten in Williams Bay 2564 Menschen in 1061 Haushalten. Die Bevölkerungsdichte betrug 353,7 Einwohner pro Quadratkilometer. In den 1061 Haushalten lebten statistisch je 2,35 Personen.
Ethnisch betrachtet setzte sich die Bevölkerung zusammen aus 94,3 Prozent Weißen, 0,6 Prozent Afroamerikanern, 0,3 Prozent amerikanischen Ureinwohnern, 0,8 Prozent Asiaten, 0,1 Prozent Polynesiern sowie 3,0 Prozent aus anderen ethnischen Gruppen; 0,9 Prozent stammten von zwei oder mehr Ethnien ab. Unabhängig von der ethnischen Zugehörigkeit waren 6,5 Prozent der Bevölkerung spanischer oder lateinamerikanischer Abstammung.
22,8 Prozent der Bevölkerung waren unter 18 Jahre alt, 59,3 Prozent waren zwischen 18 und 64 und 17,9 Prozent waren 65 Jahre oder älter. 51,8 Prozent der Bevölkerung war weiblich.
Das mittlere jährliche Einkommen eines Haushalts lag bei 63.320 USD. Das Pro-Kopf-Einkommen betrug 35.214 USD. 8,0 Prozent der Einwohner lebten unterhalb der Armutsgrenze.

## Bekannte Bewohner
- Edward Barnard (1857–1923) – Astronom – arbeitete am Yerkes-Observatorium
- John Adelbert Parkhurst (1861–1925) – Astronom – arbeitete lange am Yerkes-Observatorium